# Prokaryota

Řez prokaryotní buňkou

Prokaryota z řeckého pro (před) a karyon (jádro), též prvojaderní nebo předjaderní, je označení pro evolučně velmi staré organismy, které se vyvinuly před 3–3,5 miliardami let. Pravděpodobně jsou vůbec nejstaršími buněčnými organismy. Prokaryotická buňka je podstatně jednodušší než buňka eukaryot. Prokaryoty obsahují téměř výhradně kódující geny, kdežto u eukaryot začaly převažovat nekódující geny.
V některých dřívějších klasifikačních systémech, ve kterých byli prvojaderní považováni za říši, se tato říše nazývala Monera.
Na základě moderních fylogenetických analýz netvoří prokaryota přirozenou monofyletickou skupinu. Proto jsou v moderním systému navrženém v roce 1977 Carlem Woesem rozdělena na dvě hlavní domény – Bakterie a Archea. Eukaryota pak představují třetí doménu.

## Vlastnosti prokaryot
Prokaryota jsou jednobuněčné organismy. Netvoří tedy funkčně a morfologicky diferencované tkáně, ale mohou tvořit kolonie nebo mnohobuněčná vlákna. Velikost prokaryotické buňky se obvykle pohybuje mezi 0,2 až 3 mikrometrů. Větší prokaryotní buňky jsou spíše výjimkou. Předpokládá se, že jedním z důvodů je nízká účinnost difúze živin a organických látek u velkých buněk. Tuto teorii ovšem značně zpochybňuje existence obrovských bakterií Epulopiscium fishelsoni a Thiomargarita namibiensis, které dorůstají délky kolem 0,5 mm, nemluvě o rekordní Thiomargarita magnifica, velké až 2 cm..

### Znaky společné s eukaryotickou buňkou
- Prokaryota, jako každé živé organismy, obsahují nukleovou kyselinu, nositelku genetické informace. Je to vždy DNA.
- Syntéza proteinů probíhá na ribozomech, které jsou u prokaryot pouze volně uloženy v cytoplazmě. Prokaryotické ribozómy (70S) jsou menší než ribozomy eukaryot (80S).
- Buňka je od okolního prostředí oddělena semipermeabilní (polopropustnou) cytoplazmatickou membránou.

### Znaky vlastní pouze prokaryotické buňce
- V buňkách prokaryotických organismů je přítomen tzv. nukleoid obsahující její DNA. Na rozdíl od buněčných jader u prokaryot není nukleoid ohraničen membránou, ale je umístěn přímo v cytoplazmě. Řetězec DNA je asi 1000× delší než délka celé buňky (cca 1,4 mm), je proto složitě zatočen a na několika místech připevněn k cytoplazmatické membráně. Chromozóm neobsahuje histony a nevytváří nukleosomy, ale je organizován proteiny asociovanými s nukleosomy.[7]
- Je chráněna buněčnou stěnou, která obsahuje peptidoglykany.
- Buňka může obsahovat plazmidy, úseky DNA, které se mohou v případě potřeby včlenit do chromozomu. Nejsou pro buňku nepostradatelné, občas ale mohou nést enormně důležitou genetickou informaci (např. gen pro odolnost vůči antibiotikům)
- Cytoplazma není rozčleněna na kompartmenty, chybí organely vlastní eukaryotickým buňkám.
- Fotosyntetická prokaryota, jako například sinice, mají fotosyntetické pigmenty uloženy přímo v buněčných membránách, kdežto u Eukaryot je fotosyntetický aparát uložen ve specializovaných organelách zvaných chloroplasty.
- Většina prokaryotických organismů se množí příčným dělením, nemají mitotický aparát (dělicí vřeténko)
- Prokaryota mohou nést bakteriální bičík(y), který je však utvářen zcela odlišně než bičík u eukaryot.

## Způsob života
Prokaryota využívají nejrůznější způsoby výživy. Autotrofní organismy jsou schopny asimilovat oxid uhličitý, kdežto heterotrofové využívají organické látky. Fototrofní organismy jsou schopny zachycovat energii světla. Chemotrofní organizmy získávají metabolickou energii pomocí různých chemických reakcí.
Prokaryota osidlují všechny typy prostředí, žijí a prospívají v širokém rozmezí teplot, přežívají vysoké hodnoty radiace. Bakteriální spory mohou zůstat životaschopné mnoho let, přežívají i na povrchu družic na oběžné dráze Země. Některé žijí volně, jiné jsou symbionty eukaryotických organismů nebo i patogeny.

## Systém
- Archea
- Bakterie